# Kógen
Kógen (japonsky 孝元天皇, Kógen tennó) byl v pořadí osmým japonským císařem podle tradičního pořadí posloupnosti. O tomto císaři a jeho možné existenci nejsou k dispozici žádné jasné údaje a historici ho tudíž nazývají „legendárním císařem“. Kógen se narodil okolo roku 273 př. n. l. a je zaznamenán jako nejstarší syn císaře Kóreie. Měl ženu Ucušikome a dvě konkubíny, se všemi měl dohromady šest dětí. Jeho první syn se jmenoval princ Óhiko a dle Nihonšoki byl přímým předkem klanu Abe. Další z jeho synů, princ Hikofucuošinomakoto, byl dědečkem legendárního japonského hrdiny Takenouči no Sukunehy. Kógen vládl od roku 214 až do své smrti v roce 158 a jeho druhorozený syn se stal příštím císařem.